# Cellera de Codalet
La Cellera de Codalet és el nucli primigeni del poble de Codalet, a la comarca nord-catalana del Conflent.
És al sector sud-oest del poble actual; les restes conservades de les seves fortificacions són al costat meridional de l'església parroquial de Sant Feliu.

## Història

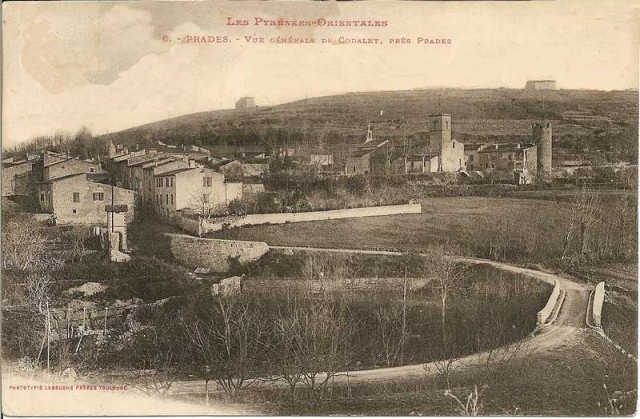
Postal antiga de Codalet, amb la torre i les muralles a l'angle dret

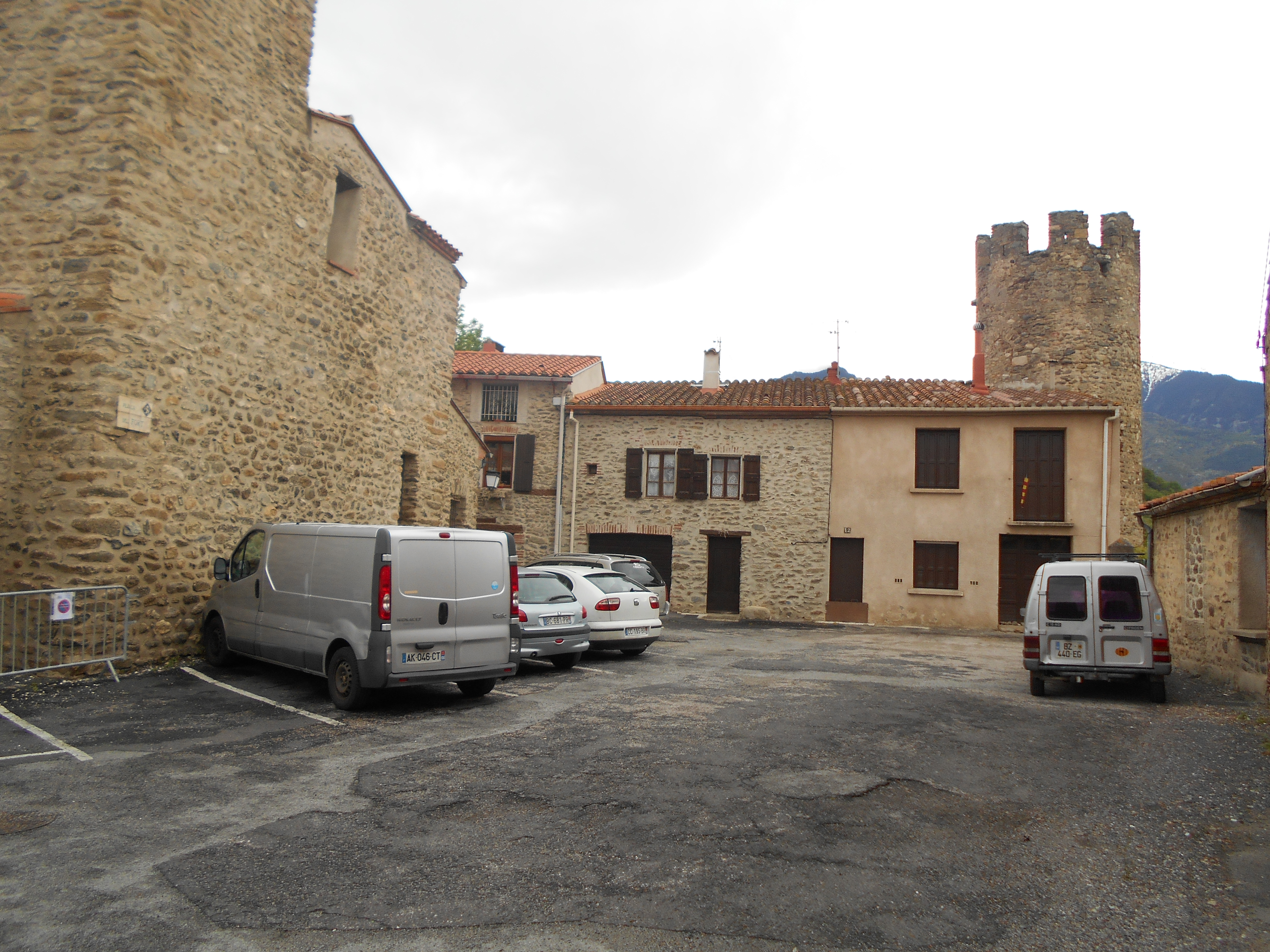
La torre de la cellera, des de l'interior

Les dades documentals més antigues sobre Codalet es remunten al 850, quan Protasi, cap de la comunitat monàstica i futur abat fundador de Cuixà, compra la meitat de Codalet. Però, fins al 1305 (en la documentació conservada), no s'esmenta el castrum de Codalet, que correspondria a la vila ja fortificada, i aquesta situació es ratifica en un document del 1436, en què una casa que limitava amb la muralla estava infra cellarium sive castrum, a la cellera de la població fortificada. Aquesta sagrera havia estat ja esmentada en una disposició de l'abat de Cuixà Grimau de Banyuls, del 1323, quan s'atorgà a la universitat (= 'conjunt') d'habitants de Codalet drets sobre el transport de vi amb la precisió cellaria dicti loci. El 1346, i del context de la guerra que havia enfrontat Jaume III de Mallorca amb Pere el Cerimoniós, aquest darrer manà que s'aterressin les muralles de Codalet, però sense que es documentés l'abast, en la pràctica, de l'ordre reial.
El conjunt de les muralles va ser declarat Monument històric de França el 16 de novembre del 1949.

## Arquitectura

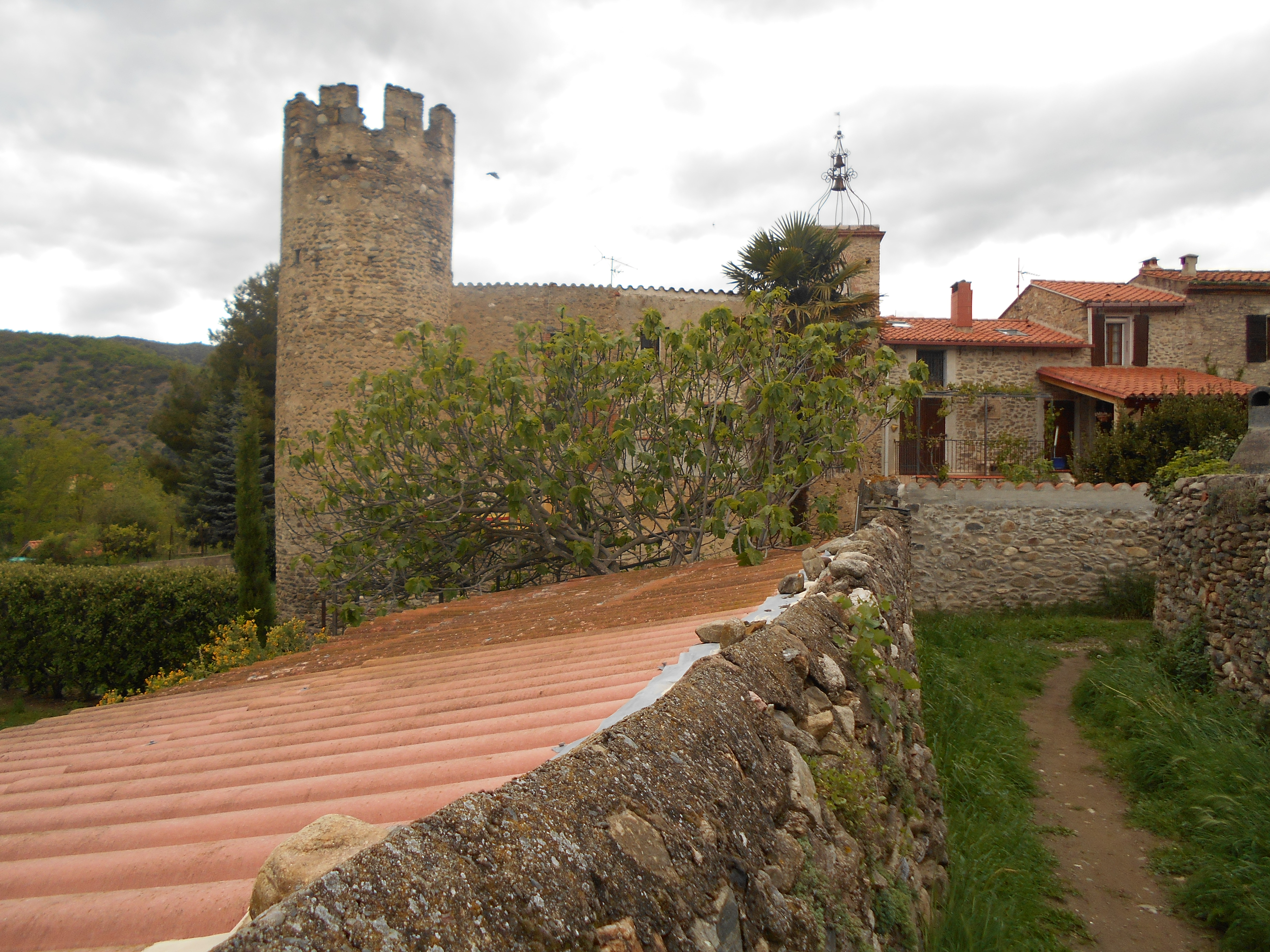
Torre i muralla, des de l'exterior

Les muralles conservades actuals poden ser del segle xii, en la base, i en la part superior podrien correspondre a una obra de remuntada o de reconstrucció del XIV o del XV. Del conjunt de fortificacions, l'element més ben conservat és una antiga torre circular, d'uns 12 metres d'alçada, i rematada per uns merlets quadrats i alts. Per dessota d'aquests, hi ha dues fileres d'espitlleres. Les restes de les antigues muralles s'estenen breument a banda i banda de la torre, uns 7 metres per la banda de la plaça del Fort, i serveixen de paret exterior de diversos habitatges construïts a l'interior i a redós d'aquesta muralla. L'aparell del mur es compon de còdols grans i altres blocs de pedra només escantonats, disposats horitzontalment i units amb quantitats abundants de morter. A més d'aquests murs al descobert, hom ha afirmat que hi ha algunes restes de la muralla a l'interior d'altres edificacions.